# 嘉平镇
嘉平镇，是中华人民共和国重庆市江津区下辖的一个乡镇级行政单位。

## 行政区划
嘉平镇下辖以下地区：
清平社区、笋溪村、天水村、寒坡村、月沱村、大垭村、紫荆村和铜鼓村。